# Jaimie Alexander
Jaimie Alexander (Greenville, 12 maart 1984) is een Amerikaanse actrice. Ze heeft haar naamsbekendheid voornamelijk te danken aan haar rol als Lady Sif in het Marvel Cinematic Universe en haar rol als Jane Doe in de televisieserie Blindspot.

## Biografie
Alexander groeide op in Grapevine (Texas). Op school maakte ze deel uit van het worstelteam. Na haar middelbare school suggereerde haar toenmalige manager dat ze actrice zou kunnen worden. Aldoende trok ze op haar achttiende naar Los Angeles. 
Sinds 2011 vertolkt Alexander de rol van Sif in het Marvel Cinematic Universe. Ze was onder andere als Sif te zien in de films Thor, Thor: The Dark World en Thor: Love and Thunder en in de televisieseries Agents of S.H.I.E.L.D. en Loki.
Haar agent vroeg haar in 2006 auditie te doen voor de rol van Jessy XX in Kyle XY - zelfs toen ze op dat moment een halsletsel had - en ze kreeg de rol. Van 2015 tot en met 2020 vertolkte ze de hoofdrol van Jane Doe in de drama/misdaadserie Blindspot.

## Filmografie

### Film
- 2004: Squirrel Trap, als Sara
- 2006: Rest Stop, als Nicole Carrow
- 2006: The Other Side, als Hanna Thompson
- 2007: Hallowed Ground, als Liz Chambers
- 2010: Love & Other Drugs, als Carol
- 2011: Thor, als Sif
- 2012: Loosies, als Lucy Atwood
- 2013: Savannah, als Lucy Stubbs
- 2013: The Last Stand, als Sarah Torrance
- 2013: Collision, als Taylor Dolan
- 2013: Thor: The Dark World, als Sif
- 2016: Broken Vows, als Tara Bloom
- 2018: London Fields, als Hope Clinch
- 2022: Thor: Love and Thunder, als Sif

### Televisie
- 2005: It's Always Sunny in Philadelphia, als Tammy
- 2006: Standoff, als Barrista
- 2006-2007: Watch Over Me, als Caitlin Porter
- 2007-2009: Kyle XY, als Jessi Hollander
- 2009: Bones, als Molly Briggs
- 2009: CSI: Miami, als Jenna York
- 2011: Nurse Jackie, als Tunie Peyton
- 2011: Covert Affairs, als Reva Kline
- 2011: The Birds of Anger, als Annie
- 2012: Perception, als Nikki Atkins
- 2014: Under the Gunn, als jury
- 2014-2015: Agents of S.H.I.E.L.D., als Sif
- 2015-2020: Blindspot, als Jane Doe / Remi Briggs / Alice Kruger
- 2015: The Brink, als Lt. Gail Sweet
- 2021: Loki, als Sif
- 2021: What If...?, als Sif (stem)